# Gilles Leclerc (football)
Pour les articles homonymes, voir Gilles Leclerc et Leclerc.
Gilles Leclerc est un ancien footballeur français né le 10 février 1967 à Nîmes dans le Gard.
Il évoluait au poste de défenseur central (1,87 m pour 75 kg).

## Carrière de joueur
- 1985 - 1989 :  Olympique d'Alès, 65 matchs et 3 buts en D2
- 1989 - sept. 1990 :  RC Strasbourg, 29 matchs et 2 buts en D2
- Sept. 1990 - 1991 :  Olympique d'Alès, 26 matchs en D2
- 1991 - 1992 :  Perpignan FC, 33 matchs et 3 buts en D2
- 1992 - 1993 :  Nîmes Olympique, 12 matchs en D1
- 1993 - 1995 :  SC Bastia, 34 matchs et 3 buts en D2 puis 8 matchs et 1 but en D1
- 1995 - 1998 :  ASOA Valence, 102 matchs et 9 buts en D2
- Août 1998 - déc. 1999 :  AS Saint-Étienne, 31 matchs et 1 but en D2 puis 4 en D1
- Janv. 2000 - 2000 :  ASOA Valence, 10 matchs et 2 buts en D2
- 2000 - sept. 2001 :  FC Sochaux-Montbéliard, 2 matchs en D2
- 2001 - 2002 :  ES Wasquehal, 28 matchs en D2
- 2002 - 2003 :  Nîmes Olympique, 29 matchs et 3 buts en National[1]

## Palmarès
- Champion de Division 2 en 1999 avec l'AS Saint-Étienne et en 2001 avec le FC Sochaux
- Finaliste de la Coupe de la Ligue en 1995 avec le SC Bastia

## Statistiques
- Division 1 : 24 matchs et 1 but (premier match en D1 : Le Havre AC 2-0 Nîmes Olympique le 8 août 1992).
- Division 2 : 359 matchs et 22 buts.